# Macrobracon unicolor
Macrobracon unicolor är en stekelart som beskrevs av Chishti och Donald L.J. Quicke 1994. Macrobracon unicolor ingår i släktet Macrobracon och familjen bracksteklar. Inga underarter finns listade i Catalogue of Life.